# Funkytown (Lipps Inc.)
Funkytown è un singolo del gruppo musicale statunitense Lipps Inc., pubblicato nel marzo 1980 come secondo estratto dal primo album in studio Mouth to Mouth.

## Descrizione
La canzone fu scritta e prodotta da Steven Greenberg. Venne registrata nell'agosto del 1979 da Fiona Ryan e remixata da David "Z" Rivkin. Roger Dumas suggerì di utilizzare il sintetizzatore per alterare la voce, che avrebbe contraddistinto il brano. Cynthia Johnson e Steven Greenberg cantarono il pezzo. Non è chiaro chi suonò il famoso sassofono nel brano, ma con buone probabilità fu la stessa Johnson, che era una eccellente sassofonista.

## Successo commerciale
Il disco raggiunse la vetta della Billboard Hot 100 e successivamente ebbe il disco di platino. La canzone ebbe molto successo anche nel resto del mondo. Riuscì ad ottenere notevoli piazzamenti nelle classifiche in Australia, Canada, Francia, Paesi Bassi, Nuova Zelanda, Norvegia, Spagna, Germania e Regno Unito. I Lipps Inc. continuarono a lavorare ed incidere album, ma non riuscirono mai più a ripetere il successo di "Funkytown".

## Video musicale
Ha un ruolo fondamentale il videoclip, lanciato circa un mese dopo la pubblicazione del singolo. Esistono due versioni: l'originale di 2 minuti e 39 secondi e quella remixata del 1980 di 4 minuti e 26 secondi.
Protagonista della clip è la cantante Debbie Jenner, che rimarrà famosa con lo pseudonimo Doris D, una ragazza bionda con il caschetto vestita di rosa in stile pop/funk che si alterna a ballare in stile robot e pop. Assieme ad essa altre tre ragazze ballano dentro il video, che è arricchito di molti effetti speciali, tra cui quello di una sfera specchiata. Debbie Jenner apparirà in seguito in numerose rappresentazioni di Funkytown sia in televisione che nei concerti, divenendo di fatto il "volto" dei Lipps Inc.
Esiste anche un altro video promozionale per la canzone, ambientato in un pub in cui una sconosciuta cantante mima la voce di Cynthia Johnson mentre altre ragazze ballano al ritmo della canzone.

## Classifiche

### Classifiche settimanali
| Classifica (1980)        | Posizione massima |
| ------------------------ | ----------------- |
| Australia                | 1                 |
| Austria                  | 1                 |
| Belgio (Fiandre)         | 1                 |
| Canada                   | 1                 |
| Europa                   | 1                 |
| Finlandia                | 2                 |
| Francia                  | 1                 |
| Germania                 | 1                 |
| Irlanda                  | 3                 |
| Italia                   | 7                 |
| Norvegia                 | 1                 |
| Nuova Zelanda            | 1                 |
| Paesi Bassi              | 1                 |
| Regno Unito              | 2                 |
| Spagna                   | 1                 |
| Stati Uniti              | 1                 |
| Stati Uniti (dance club) | 1                 |
| Stati Uniti (R&B)        | 2                 |
| Sudafrica                | 5                 |
| Svezia                   | 2                 |
| Svizzera                 | 1                 |

### Classifiche di fine anno
| Classifica (1980) | Posizione |
| ----------------- | --------- |
| Australia         | 9         |
| Austria           | 4         |
| Belgio (Fiandre)  | 3         |
| Canada            | 14        |
| Francia           | 16        |
| Germania          | 13        |
| Italia            | 27        |
| Nuova Zelanda     | 7         |
| Paesi Bassi       | 10        |
| Regno Unito       | 26        |
| Spagna            | 2         |
| Stati Uniti       | 8         |
| Svizzera          | 2         |

## Cover
Nel 1986 la canzone è stata reinterpretata dal gruppo australiano Pseudo Echo, che diede al brano una impronta più rock, aggiungendoci persino un assolo di chitarra. La versione degli Pseudo Echo rimase in vetta alla classifica dei singoli australiana per sette settimane, battendo il successo dell'originale dei Lipps Inc. (che invece era rimasta al numero uno per una sola settimana). Il successo degli Pseudo Echo in seguito non si ripeterà più, rendendo questo singolo un raro esempio di one-hit wonder per due gruppi differenti.
Nel 1987 il gruppo Heartbreak ha rifatto questa cover di Funkytown con un arrangiamento disco dance molto fedele all'originale.
Nel 2005 Mauro Picotto, con Fergie, ha campionato il brano in stile techno pubblicando Funkytek. Nello stesso anno la canzone "Funkytown" è stata riproposta dal gruppo belga Soulwax al pubblico americano con un mix, NY Excuse, comparso nel loro album remix. L'estratto si chiama NY Lipps.
Nel 2007 la canzone è stata interpretata anche da Alvin and the Chipmunks in occasione dell'uscita del film cinematografico Alvin Superstar. La versione di Alvin è riuscita ad arrivare fino alla posizione numero 86 della Billboard Hot 100.
Un'altra cover del brano incisa nel 2009 è del gruppo musicale svedese Alcazar ed è presente nell'album Disco Defenders.
Esiste inoltre una cover in spagnolo di Funkytown, del gruppo rap metal messicano Molotov.
Una versione remix è stata realizzata dal disc jockey statunitense Acraze nel 2021.

## Usi della canzone
- Nel 1981, la canzone è apparsa nel film La pazza storia del mondo di Mel Brooks;
- Nel 1995, la cantante di musica texana Selena;[26]
- Nel 2000 ha fatto parte della colonna sonora dell'episodio Rollerskates nella serie Malcolm in the middle;
- Nel 2004 è stata utilizzata per il film d'animazione Shrek 2;
- Nel 2007 è apparsa nel videogioco della Ubisoft Rayman Raving Rabbids 2;
- Nel 2012, il brano è stato usato anche nel film Il dittatore, come suoneria del telefono del protagonista, l'ammiraglio generale Hafez Aladeen;
- Nel 2017 la canzone divenne tristemente nota quando alcuni sicari di un cartello della droga messicano misero un pezzo della canzone durante un video in cui un uomo (presumibilmente uno spacciatore di un cartello rivale) viene selvaggiamente torturato e infine ucciso.[27]